# Erven J. Bijleveld
Boekhandel & Uitgeverij Erven J. Bijleveld B.V. is een Nederlandse zelfstandige uitgeverij en boekhandel. Het bedrijf is vanaf de oprichting gevestigd in de stad Utrecht aan het Janskerkhof.
Het is van oorsprong een familiebedrijf en werd in 1865 opgericht door J. Bijleveld. Het bedrijf is één der oudste volledig functionerende zelfstandige boekhandels en uitgeverijen van Nederland. De boekhandel is gespecialiseerd in literatuur, kunstboeken, non-fictie, theologie, levenswijsheid en sociale wetenschappen.